# Sandra Peternek
Sandra Peternek ist eine deutsche Prähistorikerin und Mittelalterarchäologin.

## Leben und Leistungen
Sandra Peternek studierte an der Universität Bochum. 2019 promovierte sie dort mit einer Arbeit zum Thema Siedlungsdynamische Prozesse der Eisenzeit im Braunkohlerevier Inden-Weisweiler. Neuinterpretation einer Siedlungslandschaft im Rheinischen Braunkohlerevier. Danach war sie als Tutorin und studentische Studienberaterin am Institut für Archäologische Wissenschaften der Universität beschäftigt. 2022 wechselte sie zur LWL-Archäologie für Westfalen in den Landesdienst und übernahm die Leitung der Außenstelle Münster, neben Bielefeld, Olpe und der Stadtarchäologie Paderborn eine der vier regionalen Außenstellen der Landesarchäologie in Westfalen. Neben dem Landesarchäologen Michael Rind und dem Leiter der Außenstelle Olpe, Michael Baale, ist sie eine der drei Vertreterinnen Westfalens im Verband der Landesarchäologien.
Als Leiterin der Archäologie der Region Münster beschäftigt sich Peternek schon von Amts wegen mit der kompletten Archäologie der Region, angefangen bei der ersten menschlichen Besiedelung in der Steinzeit über die Bronze- und Eisenzeit, die Römischen Kaiserzeit, das Mittelalter und die Frühe Neuzeit bis hin zur Archäologie des 20. Jahrhunderts. Ihr persönlicher Interessenschwerpunkt liegt indes auf der Erforschung der Eisenzeit im Rheinland.

## Publikationen (Auswahl)
- Siedlungsdynamische Prozesse der Eisenzeit im Braunkohlerevier Inden-Weisweiler: Neuinterpretation einer Siedlungslandschaft im Rheinischen Braunkohlerevier (= Bochumer Forschungen zur ur- und frühgeschichtlichen Archäologie. Band 10). Verlag Marie Leidorf, Rahden 2023, ISBN 978-3-86757-290-3.